# Бурханпур
Бурханпур (гінді बुढ़हानपुर) — місто в індійському штаті Мадх'я-Прадеш. Є адміністративним центром однойменного округу.

## Географія
Місто розташовано у центральній частині Індії, на півдні штату Мадх'я-Прадеш. Бурханпур розташований на північному березі річки Тапті, за 340 кілометрів на південний захід від Бхопала та за 540 кілометрів на північний схід від Мумбаї.

## Історія
Місто було засновано 1388 року султаном Хандешу Насір-ханом Фарукі й було названо на честь відомого у середньовічній Індії суфійського святого Бурханутдіна Гаріба. Якийсь час місто було столицею султанату Хандеш. Султан Аділ-хан II (правив у 1457—1503 роках) збудував у Бурханпурі казбу й розкішні палаци. За час його тривалого правління місто перетворилось на метрополію, великий центр торгівлі й виробництва тканин.
1601 року Великий Могол Акбар приєднав султанат Хандеш до своєї імперії. 1609 року Джаханґір призначив свого другого сина шахзаде Султана Парвеза-мірзу субадаром Декану, який зробив Бурханпур своєю резиденцією. Згодом, під час війн Великих Моголів з маратхами, наприкінці XVII століття Бурханпур захопила маратська армія під проводом Самбхаджі та розграбувала його.

## Демографія
Відповідно до перепису 2001 року чисельність населення міста становила 194 232. За оцінками 2011 року населення Бурханпура сягнуло 300 тисяч. 51 % з них — чоловіки, 49 % — жінки. 55 % жителів — індуїсти, 35 % — мусульмани.